# Pueblo georgiano
El pueblo georgiano o kartveliano (en georgiano: ქართველები, romanización: kartvelebi) es un grupo étnico que puebla la mayor parte de Georgia, un país soberano de Europa Oriental. Sus miembros eran conocidos como íberos y colquenses durante la Antigüedad clásica. Son hablantes del idioma georgiano, además del resto de lenguas kartvelianas. Cuenta con una tradición literaria prolífica, así como un alfabeto propio: el alfabeto georgiano. Idiomáticamente, el georgiano forma parte de las lenguas kartvelianas.
Sociológicamente el pueblo georgiano conforma un grupo étnico oriundo de la región del Cáucaso, una de las lindes naturales entre Europa y Asia.

## Orígenes
La mayoría de los historiadores y de los eruditos de Georgia así como antropólogos, arqueólogos y lingüistas tienden a convenir que los antepasados de los georgianos modernos habitaron al Cáucaso meridional y el norte de Asia Menor desde el período neolítico. Los académicos se refieren generalmente a estos como tribus proto-kartvelianas. Algunos historiadores europeos del siglo XIX (p.ej., Alexander von Humboldt, Ernst Kretschmer) así como académicos georgianos (R. Gordeziani, S. Kaujchishvili y Z. Gamsajurdia) vinieron a la conclusión que los proto-kartvelianos podrían estar relacionados lingüística y culturalmente con los pueblos indígenas (preindoeuropeos) de la Europa antigua que incluyen a: los etruscos, los pelasgos y los protovascos. Los protogeorgianos eran conocidos por los griegos antiguos y los romanos como colquenses e iberos.
Tribus protogeorgianas:
Los daiaeni en fuentes asirias y taokhoi en griego, vivían en la parte del noreste de Anatolia, una región que fue en tiempos parte de Georgia. Los georgianos de hoy en día todavía se refieren a la susodicha región, que ahora pertenece a Turquía, como Tao-Klaryeti. Cierta parte de la población allí todavía habla georgiano. 
Los colquenses en el reino georgiano occidental antiguo de Cólquida. 
Los iberos o iberianos en el reino georgiano del este de Iberia. 
Colquenses e iberos desempeñaron un papel importante en la formación étnica y cultural de la nación georgiana moderna.